# Mauricio López-Roberts
Mauricio López-Roberts y Terry (Niza, 23 de enero de 1873-Madrid, 18 de febrero de 1940) fue un diplomático y escritor español de la generación del 98. Fue marqués consorte de Torrehermosa.

## Biografía
Mauricio López-Roberts y Terry nació el 23 de enero de 1873 en Niza (Francia). Era hijo del diplomático del mismo nombre, Mauricio López y Roberts, que fundó en Madrid el Diario Español y fue plenipotenciario en los Estados Unidos de América, y de Ángela Terry e Iradi. En 1898, contrajo matrimonio con María de los Ángeles de Muguiro y Beruete, 3.ª marquesa de la Torrehermosa. En 1923 se convirtió en marqués consorte. El matrimonio tuvo un hijo, Fermín, también diplomático, y una hija María de los Ángeles, que fue pintora.
Ingresó en el Cuerpo Diplomático y fue representante del Gobierno de España en Lisboa, Berna, París, Constantinopla y Tánger; ministro tesorero habilitado del Toisón de Oro y gentilhombre de cámara con ejercicio del rey Alfonso XIII. Fue crítico de arte y miembro correspondiente de la Real Academia de Bellas Artes de San Fernando. Además colaboró en La Lectura, Helios (1903), Blanco y Negro y otros periódicos.
Escribió novelas de un gran realismo, con personajes muy bien caracterizados en los que domina el elemento emotivo, y una prosa rica, viva, limpia y castiza. Doña Martirio (1907), fue primer premio de narrativa organizado por La Novela Ilustrada; ambientada en la ciudad de Toledo y dedicada a Francisco Navarro Ledesma, muestra al reaccionario personaje que le da título como modelo de beata entrometida y maquiavélica, conspirando contra todo lo que se aproxime a progreso. El verdadero hogar (1917), fue premio Fastenrath de la Real Academia Española. Es autor también de una escenificación de un episodio nacional de Benito Pérez Galdós, La corte de Carlos IV.
En Impresiones de arte. Colecciones particulares (1931) recoge sus artículos publicados en los dominicales de ABC sobre las grandes colecciones privadas de sus días: la del conde de Muguiro, la colección Jaquemart-André de Paris, la del argentino José de Santamarina y su viuda Sara Wilkinson, en París, la madrileña del marqués de Casa Torres, la de los Príncipes Pío, marqueses de Castel-Rodrigo, la de los condes de Torre-Arias, la de los señores de Bauer, la incomparable de los duques de Fernán-Núñez, y la impresionante de Cognac, el fundador del comercio La Samaritaine de París.
Falleció el 18 de febrero de 1940 a los sesenta y siete años de edad, en Madrid.

## Obras

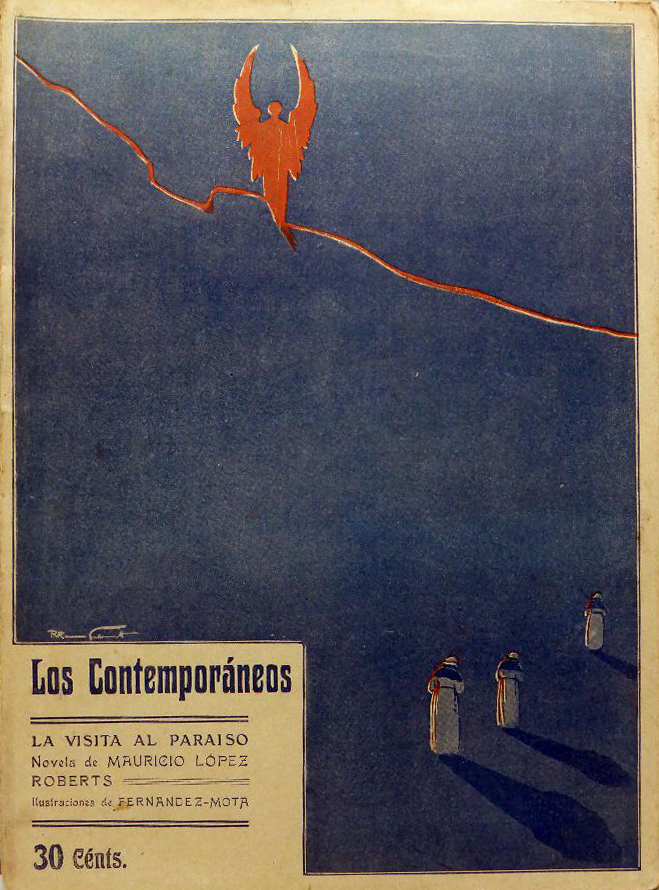
La visita al paraíso (nº 49 de Los Contemporáneos, 3 de diciembre de 1909). Portada de Romero Calvet.

### Narrativa
- Las de García Triz, 1902.
- La cantaora, 1902.
- La familia de Hita, 1902.
- El porvenir de Paco Tudela, 1903.
- La novela de Lino Arnáiz, 1905.
- La esfinge sonríe, 1906.
- El vagón de Tespis, 1906.
- Las infanzonas, 1907.
- Una noche de ánimas, 1907.
- Doña Martirio, 1907.
- El verdadero hogar, 1917
- Cuentos de viejas, 1917.
- La celosa, 1918.
- El ave blanca, 1919.
- El novio, 1920.

### Ensayo
- Impresiones de arte, 1931.